# راشد محمد الهاجري
راشد بن محمد فطيس الهاجري (ولد في 5 أغسطس 1964 في الرفاع الغربي) رجل دين وسياسي ومقدم برامج ومؤلف بحريني، يتولى رئاسة إدارة الأوقاف السنية منذ عام 2015.

## النشأة والتعليم
وُلد الهاجري في 5 أغسطس 1964 في الرفاع الغربي بمملكة البحرين.
حاصل على شهادة الدكتوراه في الدراسات الإسلامية بتقدير ممتاز.

## السيرة المهنية
- خطيب جامع عيسى بن سلمان آل خليفة.
- عضو مجلس إدارة الأوقاف السنية في العام 2008.
- عضو المجلس الأعلى للشئون الإسلامية من 2005 إلى 2015.
- مستشار الشئون الدينية في الحرس الوطني.
- رئيس معهد جامع عيسى بن سلمان آل خليفة للدراسات الإسلامية.
- رئيس تحرير مجلة «الحرس الوطني».
- إمام مسجد فطيس بن سالم الهاجري.
- مأذون شرعي في وزارة العدل والشؤون الإسلامية والأوقاف.
- معد ومقدم للعديد من البرامج الدينية والاجتماعية بتلفزيون وإذاعة وزارة شؤون الإعلام بمملكة البحرين.
- له عدد من الإصدارات المسموعة والمرئية.

## الحياة الشخصية
متزوج ولديه أربعة أبناء.